# Hialeah Gardens
Hialeah Gardens es una ciudad ubicada en el condado de Miami-Dade en el estado estadounidense de Florida. En el Censo de 2010 tenía una población de 21.744 habitantes y una densidad poblacional de 2.282,6 personas por km².

## Geografía
Hialeah Gardens se encuentra ubicada en las coordenadas 25°53′17″N 80°21′36″O / 25.88806, -80.36000. Según la Oficina del Censo de los Estados Unidos, Hialeah Gardens tiene una superficie total de 9.53 km², de la cual 8.42 km² corresponden a tierra firme y (11.64%) 1.11 km² es agua.

## Demografía
Según el censo de 2010, había 21.744 personas residiendo en Hialeah Gardens. La densidad de población era de 2.282,6 hab./km². De los 21.744 habitantes, Hialeah Gardens estaba compuesto por el 92.88% blancos, el 2.25% eran afroamericanos, el 0.08% eran amerindios, el 0.67% eran asiáticos, el 0% eran isleños del Pacífico, el 2.73% eran de otras razas y el 1.38% pertenecían a dos o más razas. Del total de la población el 94.88% eran hispanos o latinos de cualquier raza.